# Campeonato Sudamericano de Natación de 1938
El Campeonato Sudamericano de Natación de 1938 se celebró en Lima, Perú entre el 19 y 27 de marzo de ese año en la piscina Campo de Marte. En la competición participaron Argentina, Brasil, Chile, Ecuador, Perú y Uruguay. Ecuador, con una delegación de solo cuatro nadadores, se proclamó como campeón por puntos, liderando con 108, superando al local Perú; segundo con 90 puntos.

## Resultados

### Masculino
| Evento         | Oro                                                                                   | Plata                                                                                  | Bronce                                                                |
| -------------- | ------------------------------------------------------------------------------------- | -------------------------------------------------------------------------------------- | --------------------------------------------------------------------- |
| 100 m libre    | Luis Alcívar Elizalde 1:03.0.                                                         | Roberto Peper 1:04.0.                                                                  | Alfredo Álvarez Calderón 1:04.4.                                      |
| 200 m libre    | Carlos Luis Gilbert 2:22.0.                                                           | Ricardo Planas 2:22.4.                                                                 | Roberto Peper 2:24.3..                                                |
| 400 m libre    | Carlos Luis Gilbert 5:07.0.                                                           | Ricardo Planas 5:11.3.                                                                 | Walter Ledgard 5:19.3.                                                |
| 800 m libre    | Carlos Luis Gilbert 10:57.2.                                                          | Ricardo Planas 11:02.4.                                                                | Washington Guzmán 11:07.4.                                            |
| 1500 m libre   | Carlos Luis Gilbert 20:53.0.                                                          | Jorge Berroeta 21.25.9.                                                                | Eugenio Zucal Gallardo 21.26.3.                                       |
| 4x200 m. libre | Perú · Alfredo Álvarez · Alfonso Carrera · Enrique Ledgard · Walter Ledgard · 9:50.0. | Ecuador · Carlos Luis Gilbert · Abel Gilbert · Ricardo Planas · Luis Alcivar · 9:53.0. | Argentina Luis Díaz Eugenio Zucal Heinz Minhar Roberto Pepper 9:53.7. |

### Mujeres
| Evento          | Oro                                                                          | Plata                      | Bronce |
| --------------- | ---------------------------------------------------------------------------- | -------------------------- | ------ |
| 100 m libre     | Jeanette Campbell                                                            |                            |        |
| 400 m libre     | Jeanette Campbell                                                            |                            |        |
| 100 m espalda   | Úrsula Frick 1:28.                                                           | Elena María Tuculet Carrau |        |
| 4 x 100 m libre | Argentina Dora Rhodius Jeanette Campbell Susana Mitchell Úrsula Frick 5:00.2 |                            |        |

## Resultados de Polo acuático
| Evento    | Oro     | Plata | Bronce |
| --------- | ------- | ----- | ------ |
| Masculino | Uruguay | Perú  | Chile  |